# Tarachidia carmelita
Tarachidia carmelita är en fjärilsart som beskrevs av Dyar 1914. Tarachidia carmelita ingår i släktet Tarachidia och familjen nattflyn. Inga underarter finns listade i Catalogue of Life.